# Santuario del Corredor

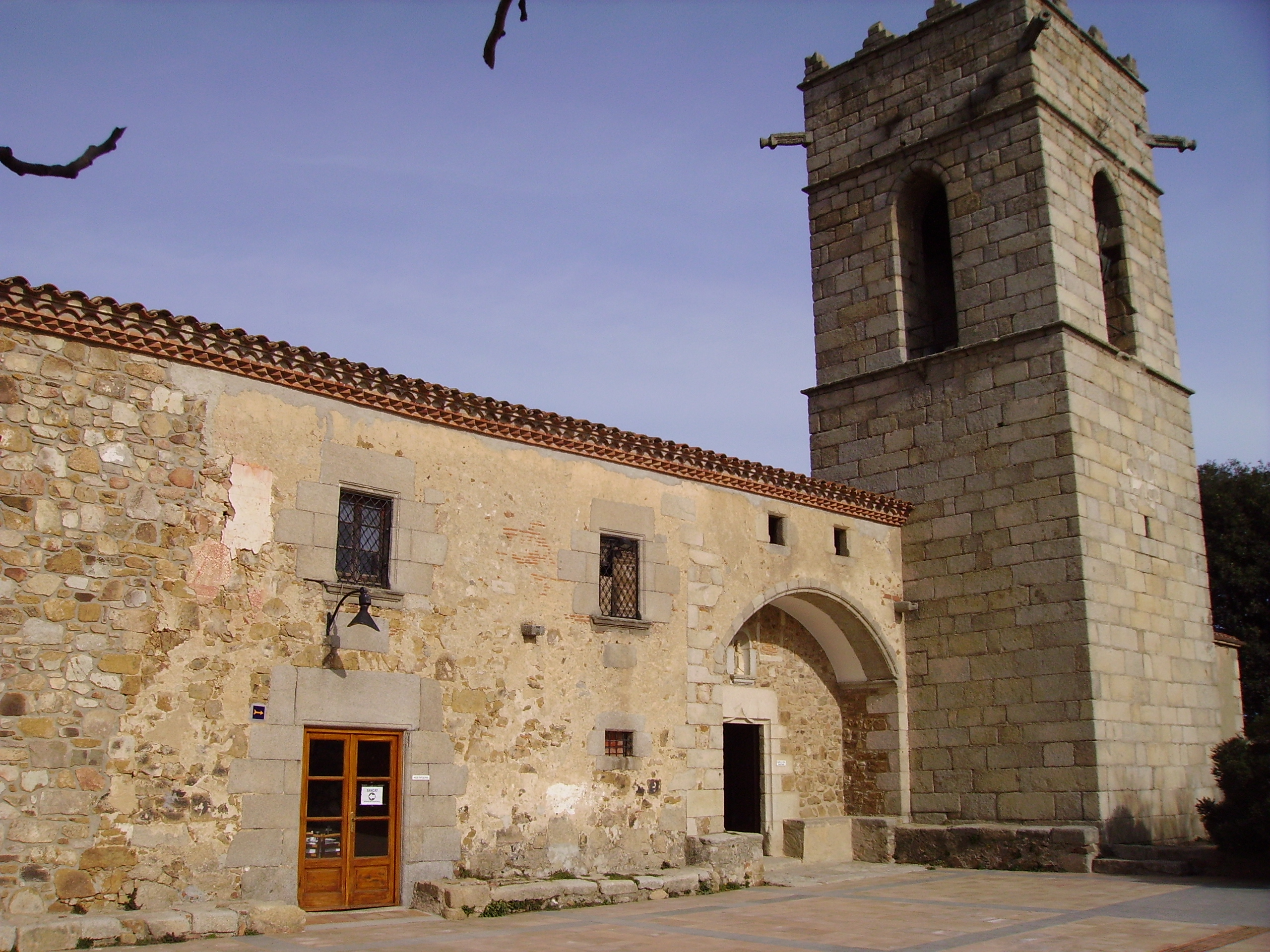
La fachada de la iglesia que da al patio

El santuario del Corredor, se encuentra muy cerca de la cima (633,5 m) de la sierra del Corredor (642,2 m), dentro del parque natural del Montnegre y el Corredor en el término municipal de Dosrius. Es de estilo gótico tardío, y fue construido a finales del siglo XVI.
La planta de la nave es de cruz latina, y hay dos pequeñas capillas laterales en el crucero. En un pequeño camarín, elevado y accesible situado detrás del altar, se venera la Virgen del Socorro. Rodeando el camarín destaca el retablo mayor, obra del quinientos. El campanario es una torre cuadrada rematada por almenas y con gárgolas en inglés. El origen del santuario sería una capilla que hacía 1530 construyó el campesino Salvi Arenas, de la parroquia de Sant Andreu del Far. Obra de este mismo sería la imagen original de Nuestra Señora del Socorro, que en 1815 fue sustituida por una imagen nueva, y desplazada a otra ubicación dentro del santuario. En 1920 fue trasladada a la rectoría de Llinars del Vallès, de donde desapareció durante un saqueo en julio de 1936.

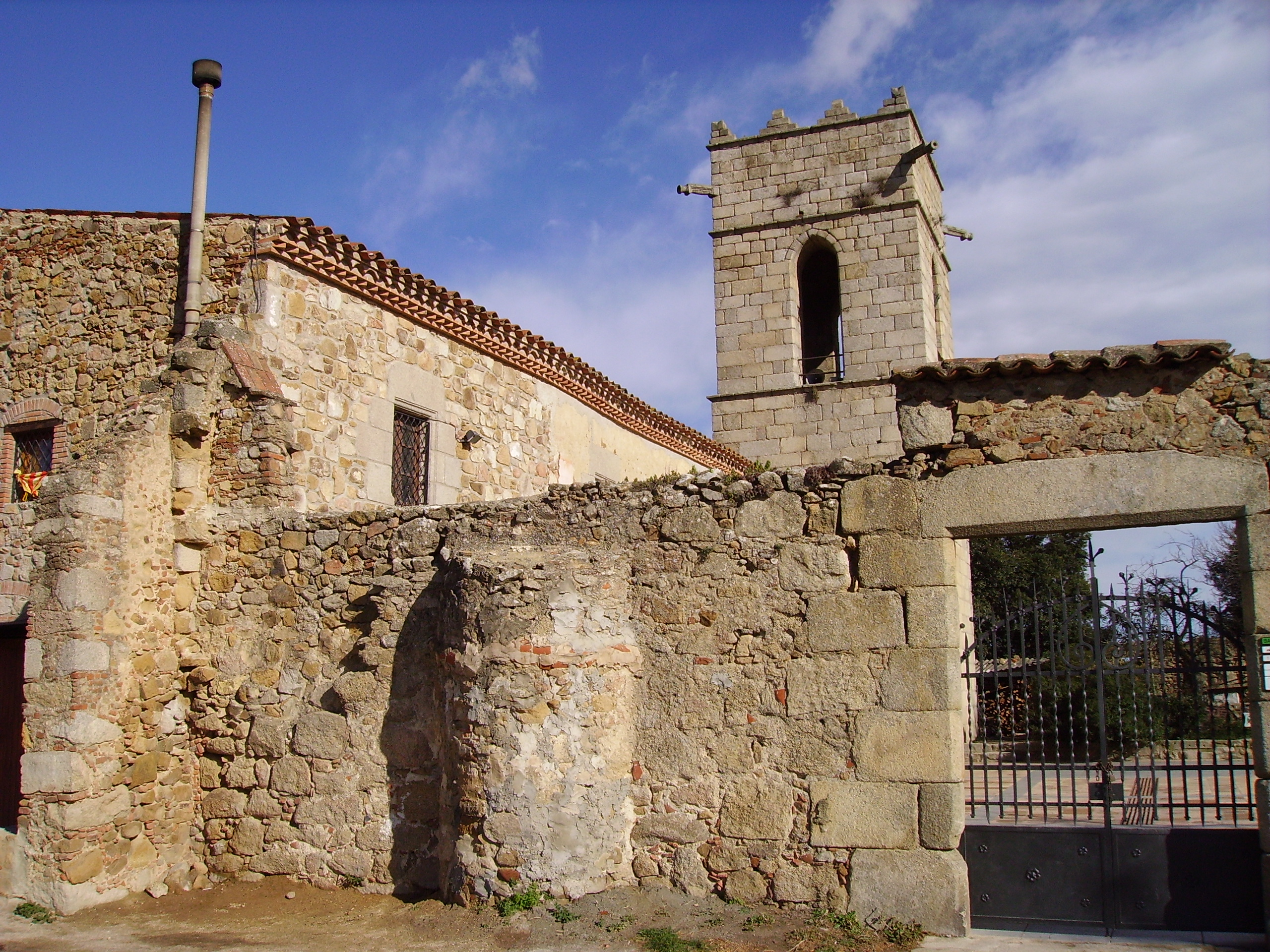
El Santuario del Corredor, entrada al patio
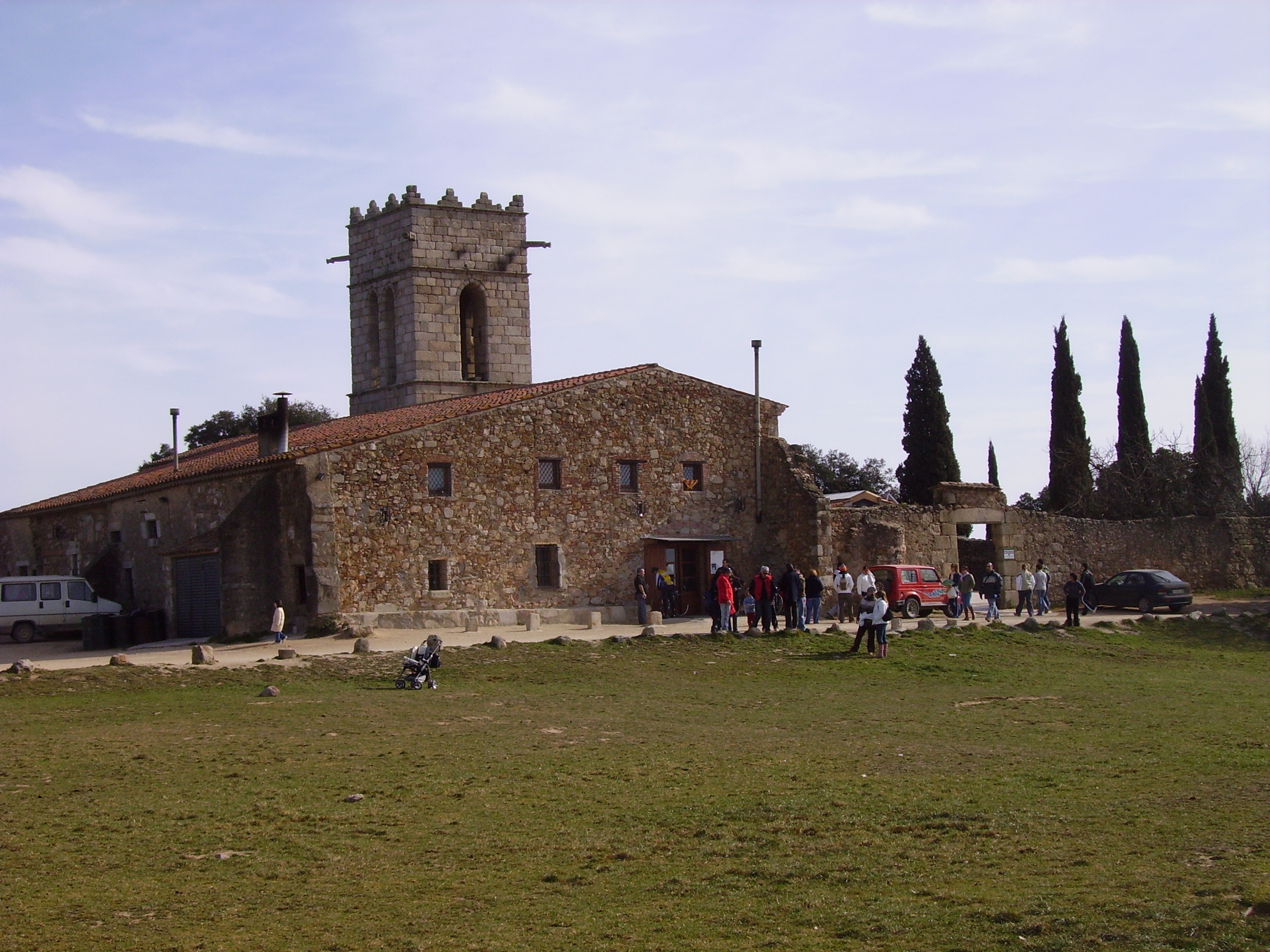
El santuario visto desde el prado que tiene delante.